# نيفالدو (لاعب كرة قدم مواليد 1988)
نيفالدو (بالبرتغالية: Nivaldo Rodrigues Ferreira‏) هو لاعب كرة قدم برازيلي في مركز الوسط، ولد في 22 يونيو 1988 في Iati, Pernambuco ‏ في البرازيل. لعب مع إف كي أتيراو ودينامو برست ورابطة نادي براوناس الرياضي الثقافي وسيبير نوفوسيبيريسك ولوخ إينيرجيا فلاديفوستوك ونادي بلشينا بوبرويسك ونادي غوميل ونادي لوكوموتيف طشقند.

## وصلات خارجية
- نيفالدو (لاعب كرة قدم مواليد 1988) على موقع قاعدة بيانات كرة القدم.إي يو (الإنجليزية)
- نيفالدو (لاعب كرة قدم مواليد 1988) على موقع Soccerway.com (الإنجليزية)